# 1683
Cette page concerne l'année 1683  du calendrier grégorien. Pour l'année 1683 av. J.-C., voir 1683 av. J.-C.
L'année 1683 est une année commune qui commence un vendredi.

## Événements
- 1er janvier, Afrique occidentale : création de la colonie de Côte de l'Or brandebourgeoise[1].

- 1er mars : naissance de Tsangyang Gyatso, le 6e dalaï-lama (décédé en 1706)[2]. La mort du 5e dalaï-lama Lobsang Gyatso (1682) est tenue secrète par son régent, le desi Sangyé Gyatso (1653-1705), médecin et homme d’État, afin d’achever la construction du Potala[3]. Elle ne sera annoncée qu’en 1696, à la fureur de l'empereur de la dynastie Qing, dont les émissaires ne furent pas informés lors de leurs visites au Tibet notamment en 1690[4], et surtout le Khan des Mongols qui accuse Sangyé Gyatso d’avoir voulu ainsi garder le pouvoir pour lui-même avant de le tuer (1705).
- Mars, Amérique du Nord : Cavelier de la Salle sur son voyage de retour établit un nouveau fort à la roche affamée (Starved Rock) sur la rivière Illinois, pour remplacer le fort Crèvecœur[5].

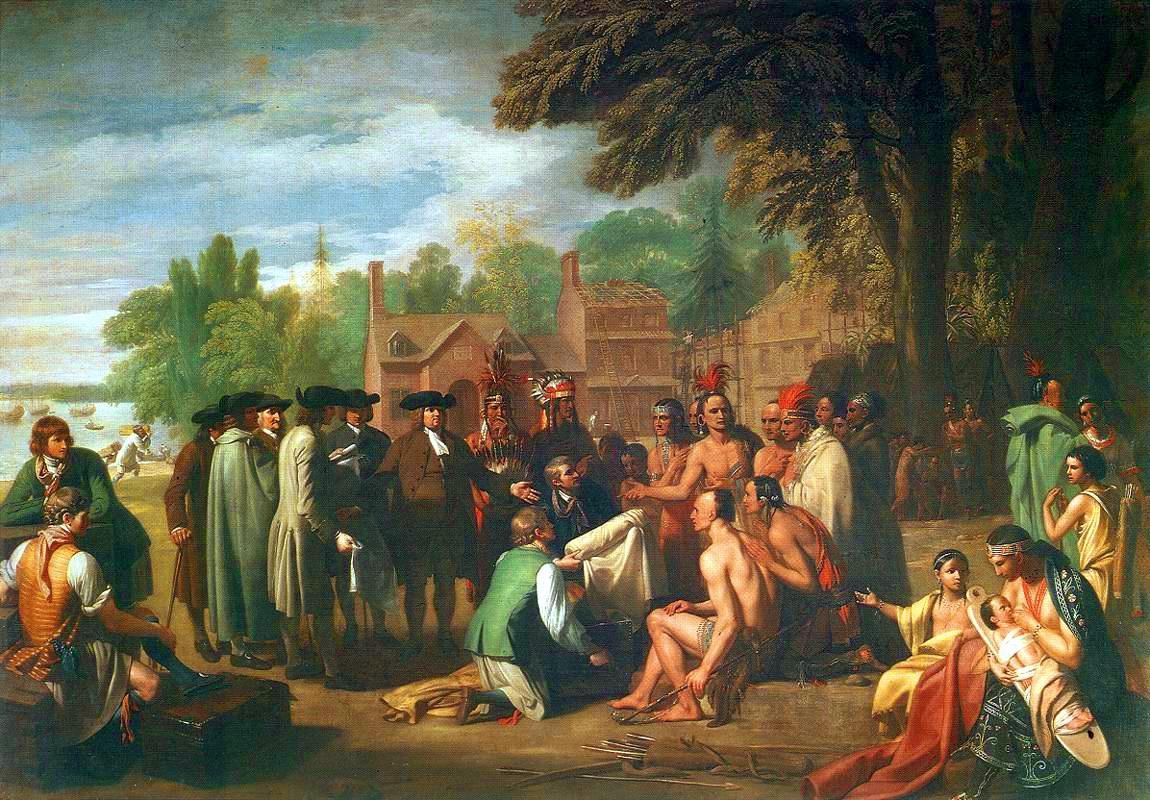
Traité de Penn avec les Indiens, toile de Benjamin West, 1771-1772

- 23 juin : William Penn signe le traité de paix de Shackamaxon (en) avec les Indiens du Delaware[6] (Tamanend).
- 26-27 juin : Abraham Duquesne bombarde Alger et obtient la libération de captifs chrétiens[7].

- 8 - 17 juillet[8] : batailles des Pescadores (Penghu). L'empereur chinois Kangxi fait la conquête de Formose (Taïwan), dont le roi Zheng Keshuang se rend le 22 août[9].

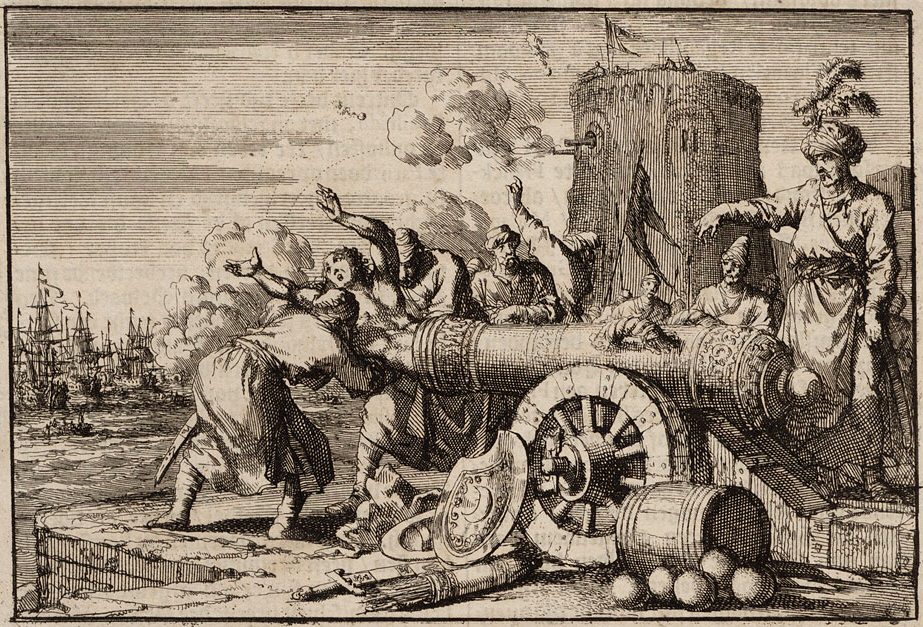
Supplice du père Jean Le Vacher.

- 21 juillet : le Dey d'Alger est assassiné par les hommes de Mezzomorto, capitan pacha de la flotte de la Régence, qui prend sa place. Duquesne reprend le bombardement de la ville. En représailles, le consul de France, le père Jean Le Vacher périt sur la bouche d’un canon avec 22 de ses compatriotes. La ville ne capitule pas et l'escadre française est de retour à Toulon le 25 octobre[7].

- 15 septembre : au Japon, révision de la loi sur les maisons militaires (Buke shohattô), les membres de celle-ci ayant jusqu’alors droit de vie ou de mort sur leurs administrés[10]. le shogun Tsunayoshi Tokugawa, avec l’aide de son principal conseiller Masatoshi Hotta (1634-1684), veille à faire reconnaître légalement la voix des paysans : les doléances des agriculteurs et leurs actions en justice doivent être portées devant des officiers judiciaires et non plus simplement entendues par le seigneur local.

### Europe

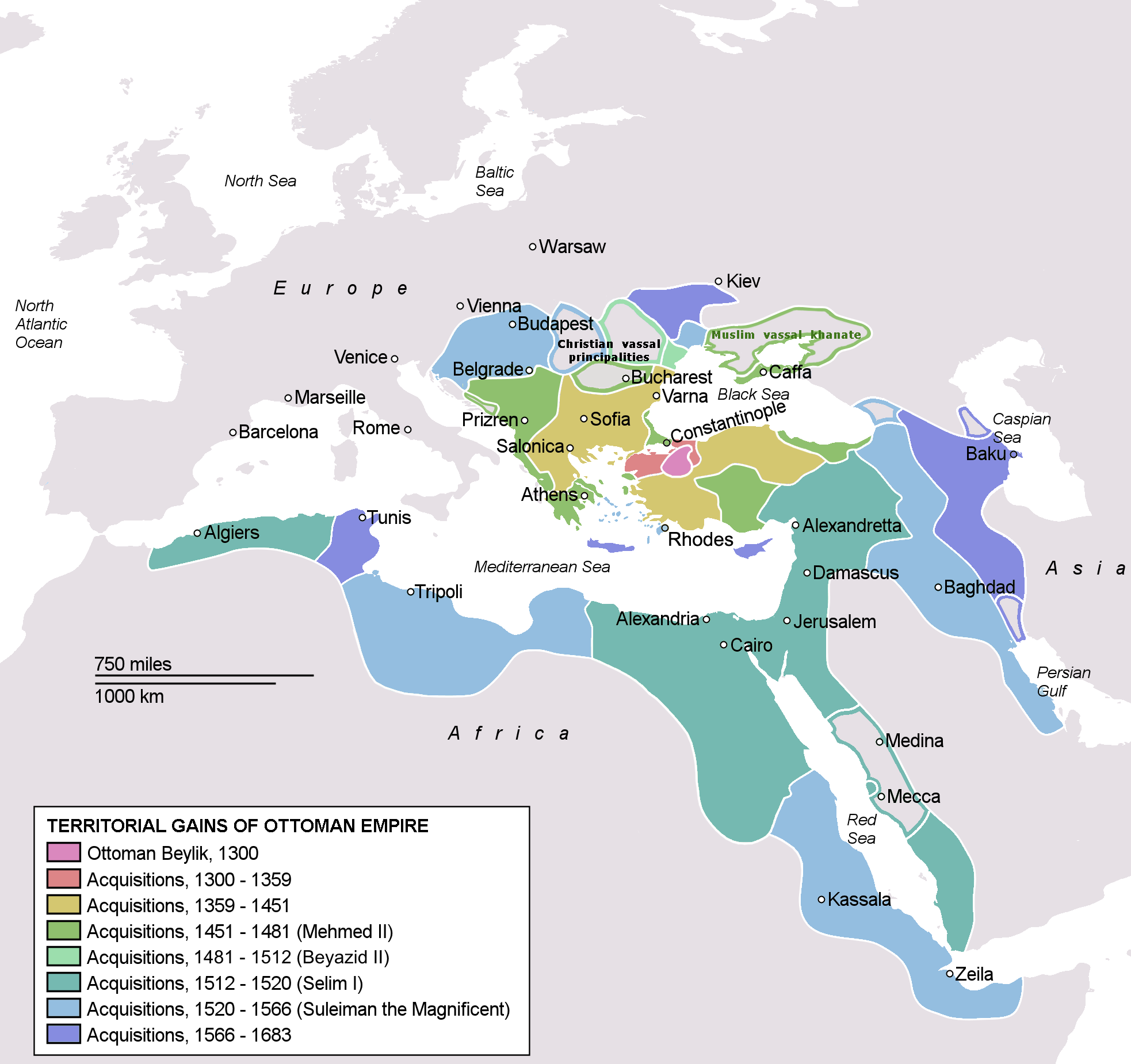
Situation géostratégique de l'Empire ottoman en 1683.

- 18 mars : convention de la Haye entre Provinces-Unies, Suède et Espagne pour le maintien des traités[11].
- 31 mars : alliance du roi de Pologne Jean Sobieski avec l’Autriche, qui promet une archiduchesse en mariage pour son fils Jacques Sobieski. Léopold d’Autriche mariera finalement sa fille à l’électeur de Bavière[12].

- 2 avril, deuxième guerre austro-turque. L'armée ottomane quitte Andrinople pour une offensive victorieuse en Hongrie ; elle entre à Belgrade le 2 mai[13].
- 13 mai : le grand vizir ottoman Kara Mustafa est nommé commandant en chef de l'armée ottomane[13].
- 24 mai : ouverture de l'Ashmolean Museum, premier musée universitaire au monde, à Oxford[14].

- 3 juin : Charles V de Lorraine, à la tête de 33 000 impériaux, met le siège devant Ersékujvar mais doit battre en retraite devant les Ottomans qui contrôlent la région du lac Balaton[15].

- 12 juin : 
  - le Rye House Plot, complot contre le roi Charles II d'Angleterre est éventé en Écosse[16]. La répression fait une centaine de victimes.
  - l'armée ottomane traverse la Save (Danube) près d'Osijek[15].
- 25 juin, Székesfehérvár : Kara Mustapha, en contradiction avec les instructions du sultan, décide de marcher sur Vienne avec une armée de 200 000 hommes venue d’Edirne et de Belgrade, renforcée d’auxiliaires Tatars et des troupes de Thököly et de Michel Apaffy de Transylvanie[17]. Pendant que les Turcs montent vers Vienne par la rive droite du Danube, la rive gauche tombe sous Thököly, rejoint par la plupart des Hongrois de la région[15].

- 2 juillet : prise de Győr par les Ottomans[13].
- 14 juillet : l'armée turque met le siège devant Vienne[12]. Louis XIV informe Kara Mustapha qu’il n’enverra pas de troupes pour défendre la ville assiégée[17]. Il a les mains libres aux frontières de la France. L’empereur et la cour se sont enfuis à Linz (7 juillet)[15], confiant la défense de la ville aux 11 000 hommes du comte Ernest Rüdiger de Starhemberg.
  - Les Impériaux de Charles V de Lorraine se sont repliés au nord du Danube où ils sont rejoints par des contingents de princes catholiques d’Allemagne après avoir écrasé Thököly (65 000 hommes en tout). Le roi de Pologne Jean Sobieski, à la tête de 27 000 hommes[15], prend à Nikolsburg le commandement de l’ensemble des troupes chrétiennes (31 août [12]). Il leur fait traverser le Danube en amont de Vienne (8 septembre[15]) et concentre 75 000 hommes derrière le couvent du Wienerwald. Kara Mustafa établit son camp à l’ouest des murailles de la ville et ne s’avise que tardivement du danger ; il fait déployer 85 000 hommes entre le village de Nussdorf et le Danube.

- 12 septembre :

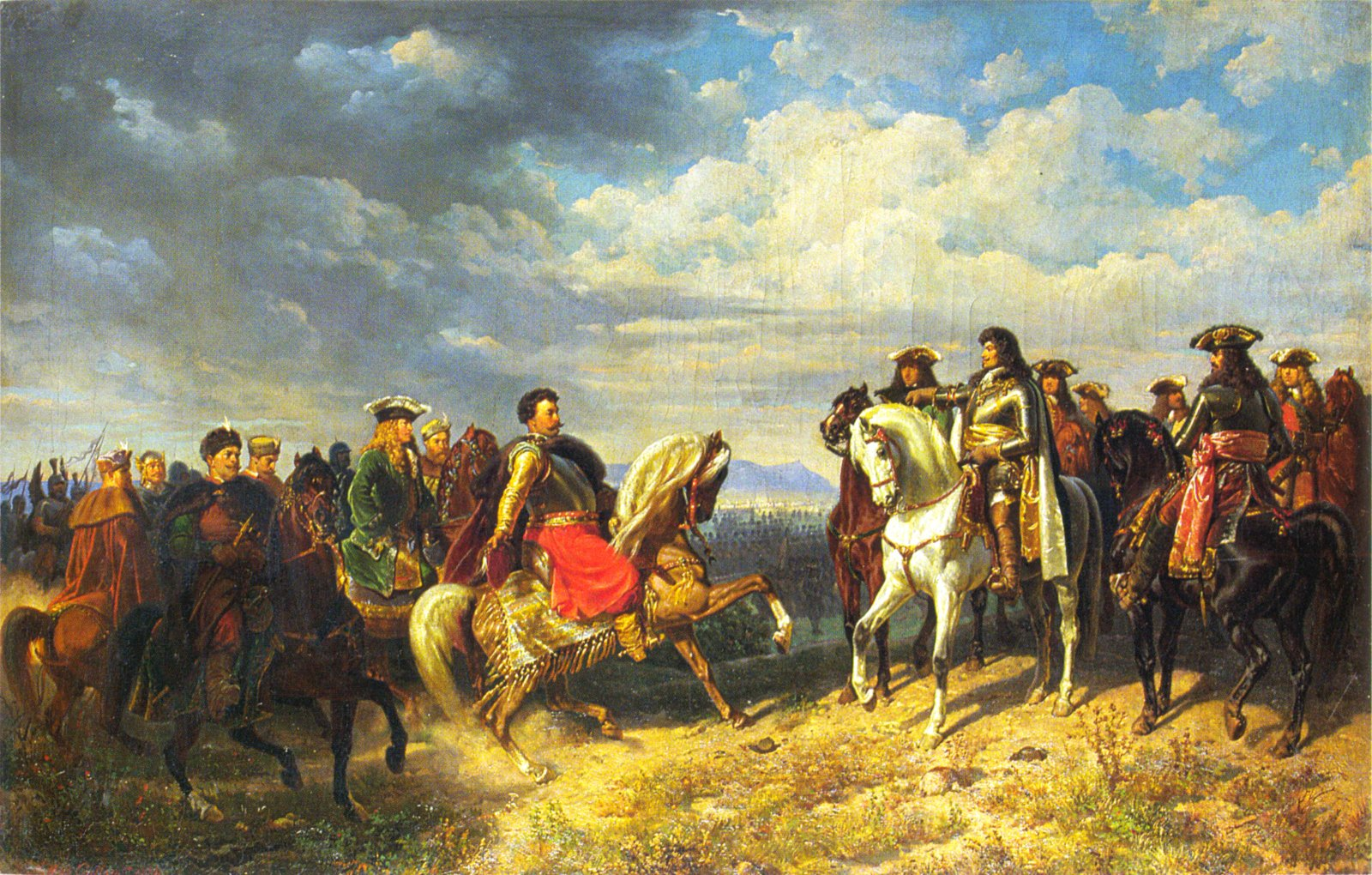
Toile d'Artur Grottger, 1859.
15 septembre : Après sa victoire à Vienne, Jean III Sobieski rencontre l'empereur Léopold.
Sans l'intervention de la Pologne, la monarchie des Habsbourg se serait sans doute effondrée et l'islam se serait probablement implanté jusqu'en Bohême et Allemagne du Sud. Cette victoire polonaise marque le début du déclin de l'Empire ottoman et le début de l'ascension de l'Autriche.

  - mort d'Alphonse VI de Portugal. Début du règne de Pierre II, roi de Portugal (fin en 1706)[18].
  - bataille de Kahlenberg, remportée par les chrétiens sur les Turcs devant Vienne.
    - pendant la nuit du 11 au 12 septembre, Jean Sobieski fait occuper les deux observatoires du Kahlenberg et du Leopoldsberg par son artillerie. Le 12 septembre à l’aube, les chrétiens passent à l’attaque, progressant lentement à travers les collines coupées de vignobles. Vers le soir, les hussards polonais fondent des hauteurs sur les janissaires et l’artillerie ottomane, forcent le camp du vizir, propageant la panique. Les assiégés effectuent de leur côté une sortie, prenant en tenaille les Ottomans. Kara Mustafa doit s’enfuir tandis qu’une poignée de janissaires résistent toute la nuit sous les murs de Vienne. Le lendemain, Jean Sobieski entre dans Vienne en liesse, sans attendre l’empereur qui lui en tiendra rigueur. Les Ottomans doivent lever le siège[12].

- 1er septembre : décret bannissant du royaume de Portugal dans un délai de deux mois tous les nouveaux chrétiens qui ont été dénoncés par l’Inquisition pour avoir judaïsé. De nombreux marranes partent pour l’étranger. La mesure sera suspendue en 1704[19].

- 9 octobre : les Turcs sont de nouveau vaincus à la bataille de Parkany[20].
- 26 octobre : l’Espagne, agressée aux Pays-Bas, déclare la guerre à la France. Prompte victoire des armées de Louis XIV. Les Français prennent Courtrai (6 novembre), Dixmude (10 novembre) et Créqui assiège Luxembourg (1684)[21].

- 22 - 26 décembre : Créqui bombarde Luxembourg[21].
- 25 décembre : le vizir Kara Mustafa, vaincu, est étranglé à Belgrade sur ordre du sultan[13].

## Naissances en 1683
- 13 janvier : Christoph Graupner, claveciniste et compositeur musique baroque allemand († 10 mai 1760).

- 13 février : Giovanni Battista Piazzetta, peintre italien († 29 avril 1754).
- 28 février : René-Antoine Ferchault de Réaumur, scientifique français († 17 octobre 1757).

- 12 mars : Jean-Théophile Desaguliers, pasteur anglican et scientifique anglais († 29 février 1744).

- 3 avril : Mark Catesby, naturaliste britannique († 23 décembre 1749).

- 6 mai : baptême de Jonathan Wild, célèbre criminel britannique († 24 mai 1725).
- 31 mai: Jean-Pierre Christin, mathématicien, physicien, astronome et musicien français († 19 janvier 1755).

- 15 septembre  : Charles Eversfield, homme politique conservateur britannique († 17 juin 1749).
- 25 septembre : Jean-Philippe Rameau, compositeur et théoricien de la musique français († 12 septembre 1764).
- 29 septembre : Elizabeth Elstob, femme de lettres britannique († 30 mai 1756).

- 10 novembre : Georges II, roi de Grande-Bretagne († 25 octobre 1760).
- 13 décembre : Bernardo de Dominici, peintre et historien de l'art italien († 1759).
- 19 décembre : Philippe V d'Espagne, roi des Espagnes et des Indes († 9 juillet 1746).

- Date précise inconnue :
  - Pietro Giovanni Abbati, peintre italien († 1745).
  - Ciro Adolfi, peintre baroque italien († 1758).
  - Domenico Brandi, peintre italien († 1736).
  - Davide Campi, peintre baroque italien de l'école génoise († 1750).
  - Francesco Monti, peintre baroque italien († 14 avril 1768).

## Décès en 1683

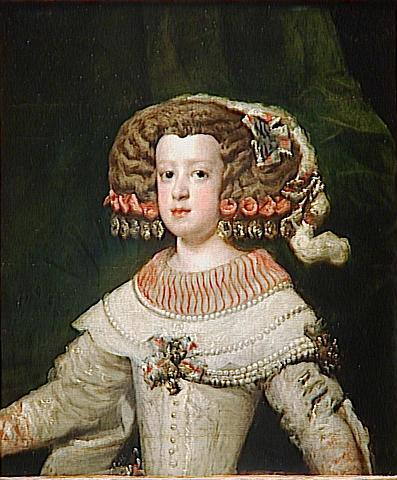
Marie-Thérèse d'Autriche (1638-1683)
par Vélasquez

- 15 janvier : Guillaume Lamy, médecin et philosophe français (° 1644).
- 18 février : Nicolaes Berchem, peintre, dessinateur et graveur néerlandais (° 1er octobre 1620).
- 6 mars : Camillo-Guarino Guarini, prêtre, mathématicien, écrivain et architecte italien (° 1624).
- 11 mars : Giovanni Bernardo Carbone, peintre baroque italien de l'école génoise (° 12 mai 1616).
- 29 mars : Yaoya Oshichi, adolescente incendiaire, brûlée vive à Edo (° ca 1667).
- 10 juillet : François Eudes de Mézeray, historien et historiographe français (° 1610).
- 30 juillet : Marie-Thérèse d'Autriche, épouse de Louis XIV (° 10 septembre 1638).
- 18 août : Charles Hart, comédien anglais (° 1625).
- 6 septembre : Jean-Baptiste Colbert, homme politique français (° 29 août 1619).
- 15 décembre : Izaac Walton, écrivain anglais (° 9 août 1593).
- Date précise inconnue :
  - Willem van Aelst, peintre de natures mortes de fleurs et de chasse néerlandais (° 1627).
  - Salomon Savery, peintre et graveur néerlandais (° 1594).